# Germoe
Germoe is een civil parish in het Engelse graafschap Cornwall. In 2001 telde het dorp 508 inwoners.